# 利奧波汀·瑪麗 (安哈特-德紹)
利奧波汀·瑪麗（德語：Leopoldine Marie von Anhalt-Dessau，1716年12月12日—1782年1月27日），布蘭登堡-施韋特藩侯夫人，安哈特-德紹親王利奧波德一世的女兒。

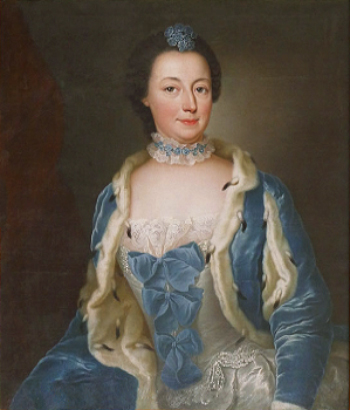

## 家庭
1739年，利奧波汀·瑪麗與布蘭登堡-施韋特的腓特烈·海因里希結婚，兩人共有兩個女兒：
1. 弗蕾德里克（英语：Friederike Charlotte of Brandenburg-Schwedt）（1745年—1808年）
2. 路易絲（1750年—1811年）